# Michel Kreder
Michel Kreder (Haia, Países Baixos, 15 de agosto de 1987) é um ciclista neerlandês que foi profissional entre 2006 e 2019. O seu irmão Raymond ao igual que o seu primo Wesley também são ciclistas profissionais.
A 7 de novembro de 2019 anunciou a sua retirada como ciclista profissional aos 32 anos de idade.

## Palmarés
2007
- 1 etapa do Tour de Thüringe

2008
- 1 etapa do Circuito Montanhês[3]
- 1 etapa do Tour da Alsacia

2009
- 1 etapa do Circuit de Lorraine
- 1 etapa do Circuito Montanhês

2011
- 1 etapa do Circuito de la Sarthe

2012
- 2 etapas do Tour do Mediterrâneo
- 1 etapa do Circuito de la Sarthe

2013
- 1 etapa dos Quatro Dias de Dunquerque

## Resultados nas Grandes Voltas
| Carreira        | 2006 | 2007 | 2008 | 2009 | 2010 | 2011 | 2012 | 2013 | 2014 | 2015 | 2016 | 2017 | 2018 | 2019 |
| --------------- | ---- | ---- | ---- | ---- | ---- | ---- | ---- | ---- | ---- | ---- | ---- | ---- | ---- | ---- |
| Giro d'Italia   | -    | -    | -    | -    | -    | -    | -    | -    | -    | -    | -    | -    | -    | -    |
| Tour de France  | -    | -    | -    | -    | -    | -    | -    | -    | -    | -    | -    | -    | -    | -    |
| Volta a Espanha | -    | -    | -    | -    | 152º | -    | 96º  | Ab.  | -    | -    | -    | 128º | -    | -    |